# Meroscelisus apicalis
Meroscelisus apicalis är en skalbaggsart som beskrevs av White 1853. Meroscelisus apicalis ingår i släktet Meroscelisus och familjen långhorningar. Inga underarter finns listade i Catalogue of Life.